# 다미앵 신부
다미앙(Pater Damiaan, 1840년 1월 3일~1889년 4월 15일)은 하와이에 거주했던, 벨기에의 가톨릭 사제(신부)로, 흔히 다미앵 신부라 불리었으며, 본명은 요제프 데 뵈스터(Jozef De Veuster)이고, 대한민국의 로마 가톨릭 교회에서는 그를, 성 다미아노 드 베스테르라고 부른다.

## 경력

### 배움

#### 벨기에에서 태어나다
다미앵 신부는 1840년 1월 3일, 벨기에 루뱅 근교 트레미루에서 농부인 아버지 프랑스와 드 베스테르와 어머니 카타리나 사이에서 태어났다. 그의 집은 두 누나는 로마 가톨릭 수녀였고, 형은 로마 가톨릭 사제일 정도로 그리스도 신앙이 있는 집이었다. 호기심이 많은 다미앵은 지방 건축업자를 따라다니며 건축일을 배웠는데 훗날 몰로카이에서 한센인들을 섬기는데 큰 도움이 된다. 부친의 권유로 르 콩 고등학교에서 불어를 공부하였다. 형의 영향으로 로마 가톨릭 사제가 되기 바란 그는 자신이 대학교에 가기를 바란 부모의 뜻을 버리는 것은 아닌가 걱정했으나, 오히려 부모는 아들의 뜻을 존중했다. 부모는 아들이 대학교에서 공부하는 것보다, 오히려 좋아하는 일을 함으로써 행복하게 사는 것이 중요했다.

#### 성심수도회
1859년 예수와 마리아의 성심 수도회에 입회하여 수사가 된 다미앵은 본래의 이름대신 성인 다미아노의 이름을 본따서 다미앵이라는 이름을 쓰기 시작하였다. 학문을 좋아하는 다미앵은 형에게 라틴어를 공부하였는데, 의지력이 강한 성격덕분에 성직자가 되기 위해 공부할 자격을 얻을만큼 라틴어를 잘하게 되었다. 일부 사람들은 다미앵을 무식한 농부로 낮추어 보기도 했으나 이는 사실이 아니었다. 다미앵은 두 가지 말을 할 만큼 학문이 뛰어났고, 1860년에는 라틴어, 그리스어, 철학, 신학을 공부하였다. 1863년 교회의 결정으로 선교사가 된 다미앵은 1864년 호놀룰루 근교의 아피마뉴 신학교에서 공부하였으며 원주민 말인 카나카 말도 배웠다. 그 해 5월 호놀룰루 대성당에서 메그레 주교에 의해 로마 가톨릭 사제로 서품되었다. 호놀룰루에서 9년간 선교사로 일했다. 이 시기에 다미앵은 맥가이버처럼 직접 교회를 짓는 놀라운 손재주를 보여주었다. 지역주민들은 친절하고, 부지런했지만 그는 향수병으로 인한 어려움을 겪었다.

### 하와이
1873년 하와이에서는 한센인들을 몰로카이섬으로 쫓아내었다. 격리를 목적으로 한 한센인 추방은 한센병은 전염되지도, 유전되지도 않는 병이라는 사실을 몰랐던 무지가 낳은 비극이었다. 몰로카이로 쫓겨난 한센인들의 삶은 비참했다. 그들이 살던 집은 나뭇가지등으로 만든 초라한 집이었고, 병원이 없었으며, 먹을 것이 없어서 병으로 죽은 사람보다 굶주림으로 죽은 사람이 더 많은 지경이었다. 삶의 희망이 없으므로 싸움질, 도박, 술로 세월을 낭비했다. 몰로카이섬으로 쫓겨날 때에도 한센인들은 강제로 배에 태워지거나, 해안에 나뒹굴어 갖고 있던 물건을 모두 잃어버리는 일도 있었다.
다미앵은 한센인들의 비참한 삶에 마음이 아파 몰로카이섬에서 사회선교를 실천하였다. 다미앵 신부는 같은 로마 가톨릭 신부와 수녀의 도움을 받아 한센인들에게 집을 지어주고, 별세하면 관을 만들어 장례를 치루어주었으며, 현재도 전해지는 성 필로메나 성당을 세워 미사를 집전하였다. 미사를 집전할 때에 다미앵 신부는 "우리 한센인들은"이라고 함으로써 한센인들에 대해 차별의식이 없음을 보여주었다. 이러한 다미앵 선교의 실천하는 신앙은 교회에 영향을 주어 런던에서 목회하는 성공회(Anglican)신부가 천 파운드를 지원하기도 했다. 은행장으로 일하는 미국의 개신교 신자가 돈을 보내어 소녀들을 위한 집을 짓기도 했는데, 소녀들은 집에서 가톨릭 수녀들로부터 교육을 받았다. 1885년 한센인으로 진단받은 후에는 호놀룰루에서 수녀들의 보살핌을 받았다. 1889년 별세했으며, 1995년 교황 요한 바오로 2세에 의해 시복되었다. 2009년 교황 베네딕토 16세에 의해 시성.

### 다미앵과 관련된 말들
- | “ | 그분은 우리를 극진히 돌보아주셨습니다. 손수 우리에게 집을 지어주시고, 우리중에 누가 병이 나면 차와 과자와 설탕을 주셨습니다. 그분은 가난한 사람들에게 옷을 주셨으며, 가톨릭 신자와 개신교 신자를 차별하지도 않으셨습니다.-한센인중 한 분이 한 말 | ” |[2]

## 참고자료
- 가톨릭 백과사전과 세계위인전 다미앙(영국 엑슬리에서 만들고, 중앙교육연구원에서 옮긴 평전시리즈)참조. 세계위인전 다미앙에는 다미앵 신부의 삶을 아름다운 글꼴과 사진들로써 말하고 있다.

## 같이 보기
- 소록도

## 주해
1. ↑  한국에서도 일제 강점기에 한센인들을 소록도에 격리시킨 역사가 있다.
2. ↑  《세계위인전 다미앙》/영국 엑슬리 원전/중앙교육연구원 옮김 p.38